# Shirley Burgess
Shirley Anne Burgess (* 8. Dezember 1934) ist eine ehemalige britische Sprinterin.
Bei den British Empire and Commonwealth Games 1954 in Vancouver schied sie über 100 Yards und 220 Yards im Vorlauf aus und gewann mit der englischen 4-mal-110-Yards-Stafette Silber.